# Fournès
Fournès település Franciaországban, Gard megyében. Lakosainak száma 1058 fő (2022. január 1.). Fournès Estézargues, Montfrin, Remoulins, Saint-Hilaire-d’Ozilhan, Sernhac és Théziers községekkel határos.

## Népesség
A település népességének változása:
| Lakosok száma | 428  | 514  | 590  | 881  | 965  | 1068 | 1085 | 1077 | 1073 | 1058 |
|               | 1968 | 1982 | 1990 | 2006 | 2013 | 2015 | 2017 | 2019 | 2020 | 2022 |